# Большая Сарапулка
Больша́я Сарапу́лка — река в России, протекает в Удмуртской Республике, впадает в Каму на территории Сарапула. В 1740 году река, тогда называвшаяся «Сарапуль», передала название современному городу Сарапулу, в то время бывшему селом Вознесенским. Слово «сарапуль» буквально означает «жёлтая рыба», то есть, «стерлядь».
В 1980-х годах при строительстве Нижнекамской ГЭС, уровень Камы был поднят. В связи с этим, был прорыт искусственный канал, спрямивший Сарапулку и впадающий в Каму ниже по течению.
Длина реки составляет 46 км, площадь водосборного бассейна 382 км². Средний расход воды составляет 1,14 м³/с, расход межени составляет 0,19 м³/с. Скорость течения в средней и нижней части составляет 0,7 м/с. Ширина русла в нижнем течении составляет 10 м. Средний уклон составляет 2,6 м/км.
Крупнейшие правые притоки: Чертежина, Вудзеншур, левые: Петровка, Осиновка, Мозжинка.

## Данные водного реестра

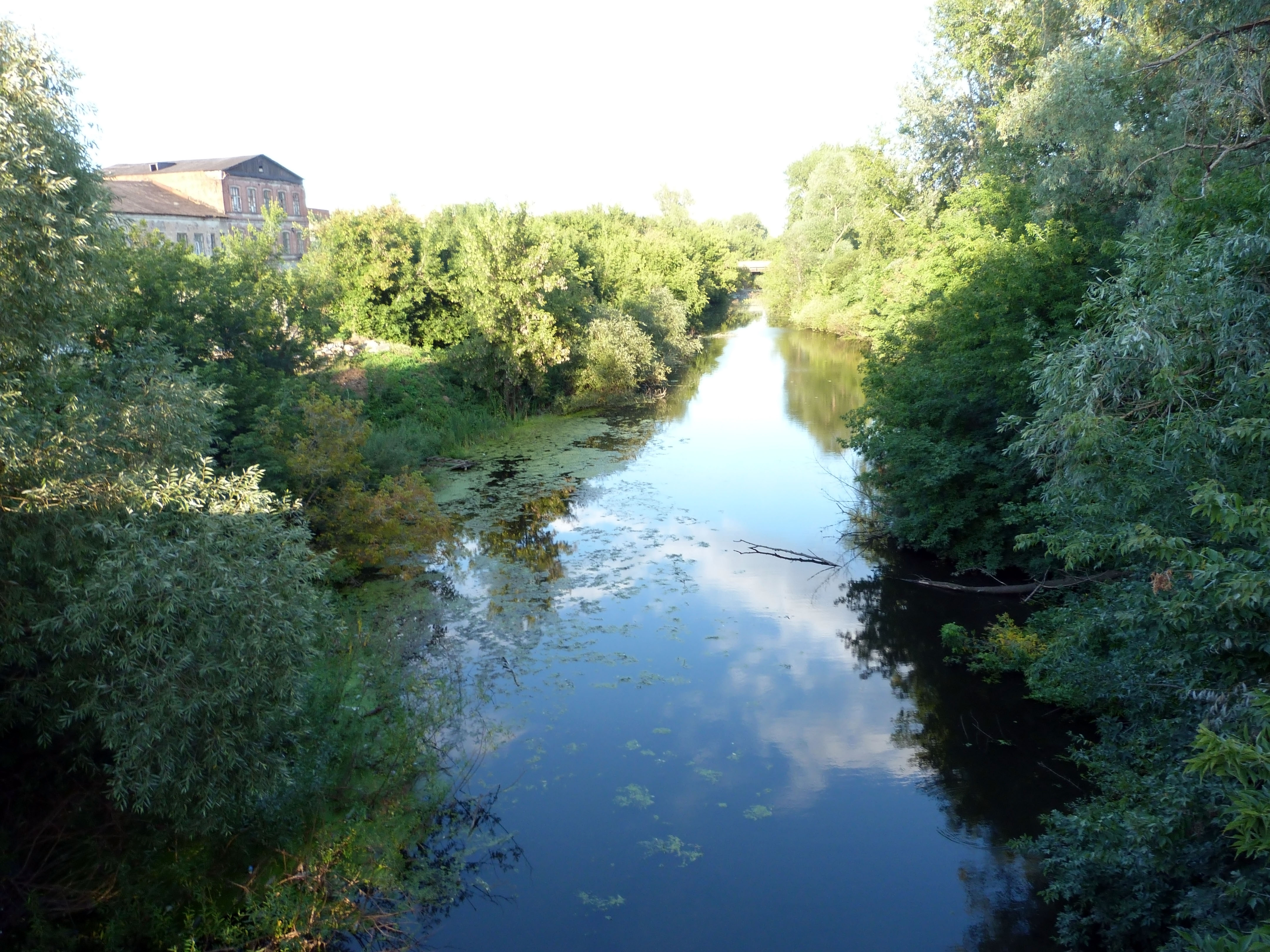
Старое русло Большой Сарапулки

По данным государственного водного реестра России относится к Камскому бассейновому округу, водохозяйственный участок реки — Кама от Воткинского гидроузла до Нижнекамского гидроузла, без рек Буй (от истока до Кармановского гидроузла), Иж, Ик и Белая, речной подбассейн реки — бассейны притоков Камы до впадения Белой. Речной бассейн реки — Кама.
Код объекта в государственном водном реестре — 10010101412111100015823.